# Benito Legerén
Benito Legerén o Frigorífico Yuquerí es una exlocalidad argentina que actualmente es un barrio de la ciudad de Concordia en la provincia de Entre Ríos, con la cual se encuentra conurbada. Se halla dentro del distrito Yuquerí del departamento Concordia, a 12 km por ruta al sur del centro de la ciudad. La población se estructura alrededor del antiguo frigorífico CAP Yuquerí, sobre el río Uruguay al sur de la desembocadura del arroyo Yuquerí Grande. El lugar ha sido señalado como futuro nuevo emplazamiento del puerto de Concordia.
El acceso principal es un camino de 3,5 km de extensión pavimentado en 2012. Las principales actividades económicas son aserraderos y el mercado concentrador de frutas y hortalizas. También es importante la pesca. El desactivado ramal ferroviario Concordia - Concepción del Uruguay del Ferrocarril General Urquiza atraviesa la población, en la que se hallaba el Apeadero Benito Legerén.